# Guerra colombo-peruana
La guerra colombo-peruana, también denominada conflicto de Leticia, se refiere al conflicto bélico entre Colombia y Perú ocurrido entre los años de 1932 y 1933. El conflicto se llevó a cabo en la cuenca del río Putumayo en inmediaciones fronterizas del municipio Puerto Leguízamo y la ciudad de Leticia, ubicada en la entonces Comisaría colombiana del Amazonas. Concluyó con la firma del Protocolo de Río de Janeiro, mediante el cual se ratificó el Tratado Salomón-Lozano de 1922.

## Origen
La definitiva creación del Virreinato de Nueva Granada se dio en 1739. En la jurisdicción del Virreinato se hallaba el territorio de Maynas, en la selva amazónica, el cual se convertiría con el tiempo en el centro de la discordia entre el Perú y Colombia. La Real Cédula de 1802 ordenó que Maynas retornase a la jurisdicción del Virreinato del Perú; sin embargo, hasta ahora se discute la naturaleza de dicha disposición (si ordenaba una segregación político-territorial o solo se limitaba a la administración eclesiástica) y si llegó efectivamente a ser aplicado. Todo ello era de fundamental importancia determinar, pues se impuso el consenso de que las líneas fronterizas de las nacientes repúblicas hispanoamericanas debían seguir el principio del uti possidetis de 1810, es decir, el estado en que se encontraban las jurisdicciones territoriales en dicho año, que fue cuando principió la revolución independentista.

### La Real Cédula de 1802

#### Interpretación colombiana
El español, Francisco Requena, fue el autor intelectual de un instrumento jurídico que iría a formar parte fundamental de la cuestión limítrofe colombo-peruana. Miembro de la comisión hispanoportuguesa de demarcación de fronteras en los ríos Yavarí y Negro, permaneció más de catorce años en esos territorios, siendo designado a su regreso a España como asesor del Consejo de Indias.
Habiendo conocido la labor cumplida por la Compañía de Jesús con los aborígenes de la región amazónica, y las graves perturbaciones que allí produjo la expulsión de la comunidad jesuita por Carlos III, propuso al Consejo establecer una sede episcopal en Maynas, cuya jurisdicción cubría los territorios de Quijos y Jaén. De allí resultó la promulgación, el 15 de julio de 1802, de la real cédula que creó el obispado de Maynas, sufragáneo del arzobispado de Lima.
El virrey de la Nueva Granada elevó ante el rey el denominado «recurso de súplica». Lo propio hizo la Real Audiencia de Quito. Al no ser confirmada la real cédula, como era de rigor ante dicho recurso para que entrara en vigencia, el obispado no llegó a tomar forma, máxime si se tiene en cuenta que el ilustrísimo señor Sánchez Rangel, designado obispo de Maynas, solicitó al rey suprimir dicho gobierno.
El historiador Francisco Andrade Suescún, al referirse a estos hechos, anota que en 1818, esto es, dieciséis años después de haber sido promulgada la real cédula en referencia, se publicó bajo el virreinato del brigadier Juan Sámano la Guía de forasteros del Virreinato de la Nueva Granada, que incluyó a Jaén, Maynas y Quijos como provincias del dicho virreinato. Esta información oficial no se habría hecho pública, de no existir la certeza de que dichas provincias pertenecían a la jurisdicción territorial del Virreinato de Nueva Granada.
Pasando a la época contemporánea, el ya citado historiador Andrade Suescún informa que el poeta peruano José Santos Chocano, en un folleto titulado El escándalo de Leticia, que apareció después del conflicto de 1932, analiza la real cédula de 1802 para concluir que ella no estableció segregación territorial del Virreinato de Nueva Granada ni agregación al del Virreinato del Perú.
Nicolás Buitrago, quien como embajador de Colombia ante el gobierno del Perú pactó con Alberto Salomón, ministro de Relaciones Exteriores del Perú, el Tratado que lleva sus nombres, demuestra en un profundo estudio que «la Cédula de 1802 no fue de segregación territorial» y agrega que «las altas autoridades civiles y militares del Perú, durante la Colonia, no consideraron la Real Cédula de 1802 como título territorial», en tanto el gobierno del Perú tan solo en 1853 adujo que dicho instrumento determinara límites entre los dos virreinatos.
El internacionalista Joaquín Caicedo Castilla, en su afamada Historia diplomática, se ocupa también de la real cédula de 1802 y presenta dos interesantes estudios, un examen jurídico y, el otro un proceso histórico, y demuestra la razón que ha asistido a las autoridades de la Gran Colombia, la Nueva Granada y la Colombia actual, frente a las tesis del Perú y el Brasil.
En resumen, según la tesis colombiana, la real cédula de 1802 no tuvo carácter político o civil, sino que se trató de una «simple providencia administrativa» de orden eclesiástico, destinada a mejorar el gobierno de las misiones religiosas establecidas en Maynas, lo que, por lo demás, nunca se habría hecho efectiva. Ello implicaría que Maynas nunca fue segregada territorialmente del Virreinato de Nueva Granada ni fue incorporada al Virreinato del Perú.

#### Interpretación peruana
La tesis peruana sostiene que la real cédula de 1802 sí ordenaba la incorporación política de la Comandancia de Maynas al Virreinato del Perú, según se desprende del texto mismo de la cédula. También sostiene que sí tuvo cumplimiento, pues hay constancia de que el virrey de la Nueva Granada, Pedro Mendinueta, al momento de entregar el mando a su sucesor, dejó claramente sentado en su memoria que la Comandancia de Maynas se había segregado de su jurisdicción y agregado al Virreinato del Perú, justificando dicha medida por su lejanía con la capital, Santa Fé de Bogotá. Se sabe también que el presidente de Quito, el barón de Carondelet, consultó al fiscal Iriarte sobre lo dispuesto por la real cédula; dicho fiscal opinó que se «guarde, cumple y ejecute» la cédula, que se pasara a la Real Audiencia una copia legalizada y se comunicara a los gobernadores de Maynas y Quijos. Siguiendo dicha opinión, el barón de Carondelet informó el 20 de febrero de 1803 al comandante general de Maynas sobre la orden de incorporarse al virreinato peruano.
Tampoco es cierto que recién en 1853 el Perú invocara la real cédula de 1802 para respaldar sus derecho sobre Maynas. Ello ya se había dado antes, en 1842, durante las negociaciones entre el Perú y Ecuador (las llamadas negociaciones León-Valdivieso), aunque todavía no se pudo mostrar el texto original de la cédula, al hallarse extraviada en los archivos. Y el 3 de marzo de 1842, el diario El Comercio de Lima publicó el texto de la real cédula de 1802, documento de cuya existencia algunos hasta la habían puesto en duda. Un artículo adjunto explicaba los entretelones de la tensión peruana-ecuatoriana que se ventilaba por entonces. Sobre los originales de la cédula, El Comercio mencionó que existía uno en el Tribunal Mayor de Cuentas, tomo 5, página 139, que había sido dirigido al virrey Gabriel de Avilés, así como otro en el archivo del convento de Ocopa, trasladado a Lima. Los archivos oficiales que se guardaban en el palacio de Gobierno de Lima, se habían perdido durante un incendio.

### Colombia y eluti possidetis iuris

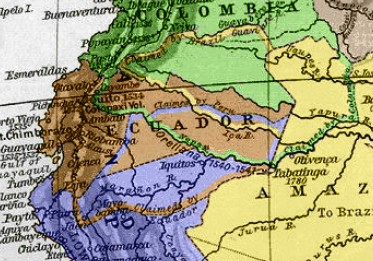
Territorios en disputa por Perú, Ecuador y Colombia desde principios del hasta mediados del, origen de la guerra entre el Ecuador y la Nueva Granada, la guerra entre Colombia y el Perú y el conflicto peruano-ecuatoriano.

La creación de la República de Colombia por Simón Bolívar en Angostura, refrendada por el Congreso Constituyente en 1821, planteó para la nueva nación múltiples cuestiones en medio de la guerra que constituía la más alta prioridad para el Estado naciente. Entre tales materias, el establecimiento de relaciones diplomáticas con las naciones iberoamericanas en proceso de formación, revestía alta importancia dentro del pensamiento geopolítico de Simón Bolívar. Surgió así la conveniencia de establecer normas jurídicas que, de ser aceptadas por los distintos gobiernos, facilitarían la celebración de acuerdos para arreglar diferendos que pudiesen presentarse entre las partes. Las autoridades colombianas consideraron entonces, como lo habían hecho sus antecesoras en la primera república, acoger el principio del uti possidetis juris, por el cual se aceptaban las fronteras fijadas por España entre sus posesiones americanas, y vigentes el año de 1810 cuando la mayoría de las naciones hispanoamericanas iniciaron sus movimientos independentistas.
Gobernaba el Estado Libre de Cundinamarca Jorge Tadeo Lozano, cuando arribó a Santa Fé en 1811, con carácter de enviado de la Junta Suprema de Caracas, el canónigo José Cortés de Madariaga, natural de Chile y uno de los principales protagonistas del movimiento del 19 de abril de 1810 en Caracas. Con dicho personaje se firmó un tratado por el cual se aceptaba el principio del uti possidetis juris, que por primera vez convirtió esta teoría en doctrina dentro del continente americano.
Años después el Imperio del Brasil, trastrocando la esencia de este principio, adoptó el de uti possidetis factis, practicado por Portugal desde los días de Manuel el Afortunado y Pedro Álvarez Cabral. Se pasaba así de la posesión jurídica a la ocupación de hecho, lo que convenía a los intereses expansivos del Brasil. El gobierno de Colombia designó embajadores ante el de México a don Miguel Santamaría y ante los de Perú, Chile y Argentina a Joaquín Mosquera, quienes adelantaron positiva labor. Al respecto señala el historiador Germán Cavelier: «El genio internacional de Bolívar, Santander y Gual, no reside en haber obtenido el reconocimiento de Colombia por las grandes potencias, sino en haber sido los creadores de alianzas americanas alrededor de Colombia, ejemplo de acción internacional único en la historia de América». En Lima, Joaquín Mosquera firmó con Bernardo Monteagudo, secretario de Relaciones Exteriores del Perú, un tratado de unión perpetua. La cuestión de límites territoriales se aplazó, pero quedó reconocido el principio del uti possidetis juris de 1810.

### Las provincias de Quijos, Jaén y Maynas

#### Reclamos colombianos
El gobierno del Perú convocó a elecciones en 1822, e incluyó como territorios de su jurisdicción las provincias de Quijos, Jaén y Maynas, pero que habían formado parte del Virreinato de Nueva Granada desde su creación. Joaquín Mosquera, como representante de la Gran Colombia, reclamó y fue escuchado, por lo cual dichas provincias fueron excluidas de los comicios peruanos. Este es un antecedente importante por cuanto, años después, en 1826, se repitió la citación a elecciones en las tres provincias por el gobierno del Perú. Correspondió entonces presentar protesta formal por este hecho a Cristóbal Armero, ministro de la Gran Colombia en el Perú, en medio de serias tensiones provocadas por la rebelión de la Tercera División colombiana en Lima, que había quedado allí después de la victoria de Ayacucho.

#### Fundamentos de la posesión peruana
Quijos, Jaén y Maynas, que conformaban el límite norte de la república peruana, juraron la independencia del Perú en 1821, enviaron sus representantes al Congreso de Lima y recibieron autoridades peruanas. La posesión del Perú sobre esas provincias se sustentaba en el principio de la libre determinación de los pueblos.
Cabe destacar que cuando Bolívar gobernó como dictador del Perú entre 1823 y 1826, nunca planteó reclamos territoriales en beneficio de la Gran Colombia. Es más, como lo ha hecho notar el distinguido internacionalista Víctor Andrés Belaúnde en su libro La constitución inicial del Perú, Bolívar «se opuso a que Jaén pasara a la Gran Colombia depositando en sus ayuntamientos la decisión definitiva; agregó los territorios de Jaén y Maynas a la Comandancia Militar de Cajamarca; anexó Maynas al distrito judicial de Trujillo y no impidió que el Consejo que lo sustituyó en el gobierno y que seguía sus instrucciones, realizara elecciones en Jaén y Maynas».
Simón Bolívar solo empezaría a reclamar Jaén y Maynas tras perder su influencia en el Perú en 1827. En ese año fueron expulsadas las tropas colombianas de suelo peruano y se abolió la Constitución vitalicia, que el libertador había impuesto al Perú. Al año siguiente, tropas peruanas invadieron Bolivia y pusieron también fin a la influencia bolivariana en dicho país. Fue entonces cuando la ira de Simón Bolívar se desató sobre el Perú, al punto de declarar la guerra contra este país, la llamada guerra grancolombo-peruana (1828-1829). Los reclamos territoriales de Bolívar hacia el Perú no fueron más que una excusa, como se desprende de la correspondencia del mismo Bolívar con Francisco de Paula Santander el 3 de agosto de 1822; en ella, el libertador reconocía que tanto Jaén como Maynas pertenecían legítimamente al Perú.

### Tratado de Guayaquil (Larrea-Gual) de 1829
Tras el fin de la guerra grancolombo-peruana, el 22 de septiembre de 1829 se firmó entre ambas naciones el Tratado Larrea-Gual o Tratado de Guayaquil. Este tratado fue de «paz y amistad», más no de «límites», pues no trazó una línea de fronteras, sino solamente mencionó a las antiguas fronteras virreinales como referente básico para la delimitación definitiva, que ambas partes debían realizar, aunque aplicando las modificaciones que consideraran pertinentes. Estableció además el procedimiento que se emplearía para dicha delimitación, la cual debía estar en manos de una comisión de dos personas por cada república para que recorrieran, rectificaran y fijasen la línea divisoria. Esto último no se pudo cumplir ya que la Gran Colombia se disolvió poco después y dio origen a tres estados: Ecuador, República de Nueva Granada (actual Colombia) y Venezuela. A partir de entonces y hasta fines del siglo XIX, no hubo ningún avance en la definición de la frontera peruano-colombiana. Tampoco en lo que respecta a la frontera entre Ecuador y Perú.

### Las conferencias tripartitas de 1894
En la última década del siglo XIX, renació el interés de Colombia por delimitar su frontera sur, pues se alarmó ante las negociaciones efectuadas entre el Perú y Ecuador, que habían dado origen a la convención de arbitraje ante el rey de España en 1887 y al frustrado Tratado Herrera-García de 1890. Es también indudable que el auge de la explotación cauchera en la zona amazónica en disputa movilizara este interés en definir de una vez las fronteras. Colombia pidió ser admitida en las negociaciones peruano-ecuatorianas y fue así como nació la convención tripartita, que se reunió en Lima el 11 de octubre de 1894. Los representantes de las tres naciones firmaron un convenio tripartito el 15 de diciembre de 1894, por el cual Colombia se adhería a la convención de arbitraje ante el rey de España, firmada entre Perú y Ecuador en 1887. Los gobiernos de Colombia y Perú aceptaron este convenio, pero el congreso ecuatoriano no lo aprobó y entonces hubo necesidad de continuar los arreglos directos y separados.

## Antecedentes
Los esfuerzos diplomáticos para fijar una frontera definitiva entre Perú y Colombia, realizados desde los inicios republicanos hasta comienzos del siglo XX, resultaron estériles. El hecho se complicaba porque el problema era tripartito, debido a las pretensiones del Ecuador sobre territorios en la margen septentrional del Amazonas, dominados tradicionalmente por el Perú. De hecho existía una suerte de frontera de facto entre el Perú y Colombia que se movía entre el río Putumayo y el río Caquetá. El historiador colombiano Alberto Donadio así lo ha reconocido: 

"A finales de la primera década del siglo XX, los peruanos eran soberanos de hecho en toda la franja situada entre el río Caquetá y el río Putumayo. La pretensión colombiana podía estar fundada en justos títulos, pero no pasaba de ser una ilusión ante el avance real de los peruanos".

Según los colombianos, la presencia peruana en esa zona era una dominación de facto, mientras que ellos contaban con justos títulos coloniales (de iure). Mediaba la peculiar circunstancia de que el Brasil jamás había querido acogerse al principio del uti possidetis juris de 1810 (mantener las divisiones administrativas españolas tal como estaban en ese año), sino que invocaba el principio del uti possidetis facti (como estaba la ocupación de hecho en el momento de la delimitación), que le resultaba más favorable, gracias a su mayor capacidad de expansión frente a países como Colombia, Perú, Bolivia, Paraguay, etc., que mal podían emular con su gigantesco vecino. La mentalidad que hacía de la ocupación un título al territorio se había generalizado de tal modo en la región amazónica, que el Perú, que por años había sido una potencia militar frente a Colombia, no dejaba de lado sus intenciones de hacerse de estos territorios.

### Explotación cauchera en el territorio en disputa

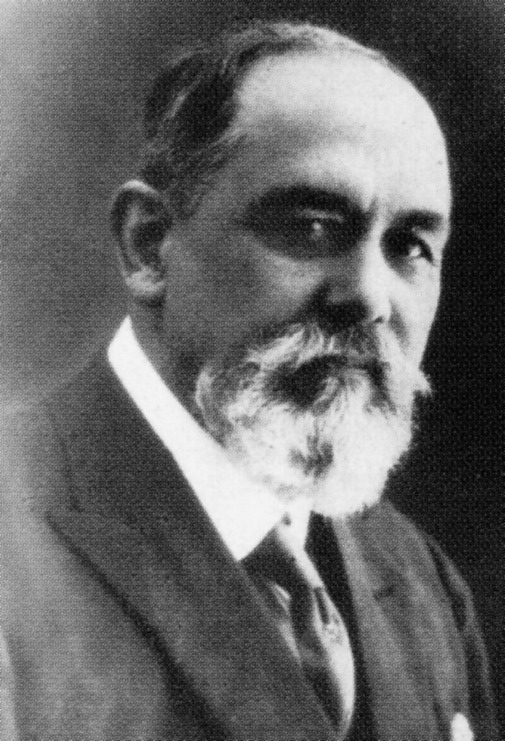
Julio C. Arana, empresario cauchero peruano, con intereses en la zona del Putumayo.

A principios del siglo XX, mientras Colombia sufría la Guerra de los Mil Días, la explotación del caucho se encontraba en pleno auge y algunas empresas como la Casa Arana, iniciada en 1901 bajo el mando del comerciante cauchero peruano Julio César Arana, era poseedora de amplios territorios caucheros desde el Amazonas hasta el actual territorio colombiano. Sus enormes éxitos comerciales lo empujaron a crear una empresa con el nombre de Peruvian Amazon Rubber Company, con participación de capitales británicos y con sede en Londres. Benjamín Saldaña Roca presentó una denuncia penal en Iquitos contra los empleados de la empresa de Arana, acusándolos de cometer crímenes contra los indígenas del Putumayo, tales como violaciones, torturas, mutilaciones y asesinatos. Sin embargo, con el argumento de que, por el modus vivendi pactado el año anterior, las autoridades peruanas no tenían autoridad sobre la zona comprendida entre el Putumayo y el Caquetá, la denuncia se archivó. No obstante, la prensa mundial publicó los crímenes contra los indígenas, cometidos en esa zona tanto por peruanos como por colombianos. Como estos hechos fueron realizados por empleados de una empresa de capitales británicos, el Reino Unido envió a Sir Roger Casement, cónsul británico en Manaus, a investigarlos. El informe de Casement fue presentado a inicios de 1911, y en él describió las prácticas de la casa Arana. El reclutamiento de nativos a manos de los peruanos y colombianos, la esclavitud, la explotación sexual de las mujeres y la muerte de miles de indígenas amazónicos. El escritor colombiano José Eustasio Rivera en su libro La Vorágine describió los crímenes y aberraciones ocurridas en la Casa Arana.

### Losmodus vivendientre 1904 y 1912

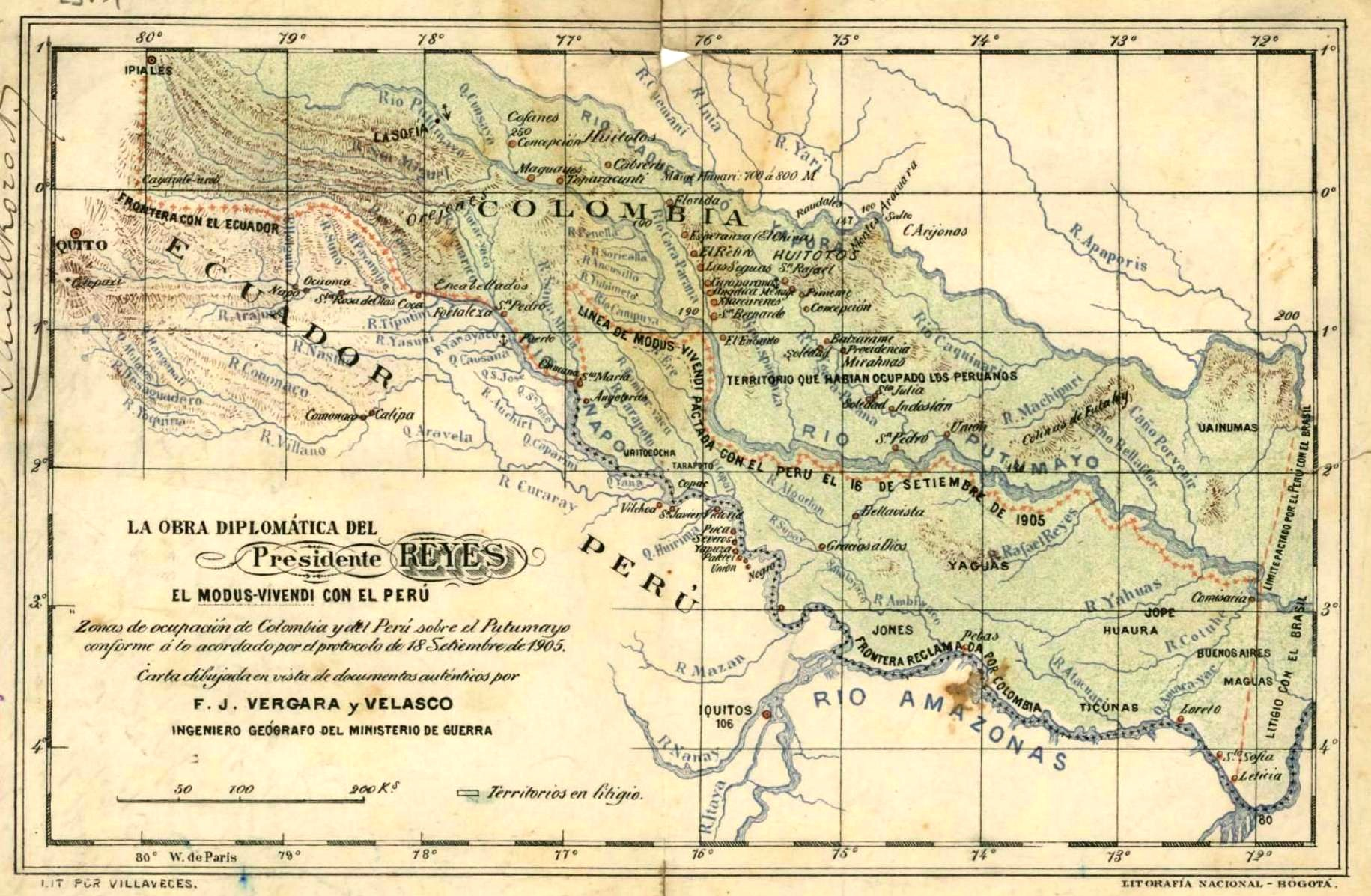
El modus vivendi entre Colombia y Perú sobre el Putumayo, conforme a lo acordado en los Tratados Velarde-Calderón-Tanco.

Colombia buscó nuevamente negociar con el Perú y Ecuador, por separado. Acababa aquel país de salir de la Guerra de los Mil Días y de sufrir un rudo golpe con la escisión de Panamá, por lo que se comprende su interés en llevar adelante una demarcación limítrofe con sus vecinos del sur.
A partir de 1904, se presentaron los acuerdos denominados modus vivendi, los cuales se extendieron durante ocho años más. Dichos acuerdos resultaron ser nefastos para Colombia, ya que los peruanos, a pesar de la vigencia de estos acuerdos, continuaron ocupando la región que pretendían y explotando el caucho, mientras que los colombianos no obtuvieron ningún beneficio de dicha zona.
Según Carlos Valverde, escritor y diputado peruano por la provincia del Huallaga, el anhelo de los peruanos de que su límite con Colombia fuera el Caquetá, no les daba derechos sobre este territorio, por esta razón, en ningún modus vivendi se señaló como límite entre Colombia y Perú el río Caquetá:

[...] Nuestra pretensión máxima sobre el Caquetá ha constituido siempre, tan solo un anhelo romántico, pues todos nuestros anteriores gobiernos que pactaron protocolos de "modus vivendi" para fijar una línea fronteriza provisional, nunca tomaron la línea del río Caquetá, cuando negociaban con Colombia. Todos los protocolos que se han suscrito, han señalado, en forma casi invariable, al río Putumayo como línea de frontera, habiendo llegado hasta el caso de admitir el río Napo, como límite de la soberanía peruana por el norte.

El 6 de mayo de 1904 se firmó en Lima el Protocolo Pardo-Tanco Argáez, entre el canciller peruano José Pardo y Barreda y el ministro plenipotenciario colombiano en el Perú Luis Tanco Argáez, sometiendo al arbitraje del Rey de España la cuestión limítrofe. Según este acuerdo, se establecería una zona neutral comprendida entre los ríos Putumayo y Napo, y Colombia ejercería dominio hasta el primer río y el Perú ejercería su dominio hasta el segundo.
En 1905 el Perú envió una delegación a Bogotá, encabezada por Hernán Velarde. El 12 de septiembre de ese año se firmaron los Tratados Velarde-Calderón-Tanco, entre el plenipotenciario peruano Hernán Velarde, el canciller colombiano Clímaco Calderón y el ministro plenipotenciario colombiano en el Perú Luis Tanco Argáez, por los cuales se entregaba el pleito de límites al arbitraje del sumo pontífice y se establecía un statu quo y un modus vivendi en la región materia de disputa. En esta ocasión, ambos países acordaron que su límite provisional sería el río Putumayo. El Congreso colombiano aprobó los Tratados, pero en el peruano su aprobación se fue dilatando, se dice que por presión de intereses relacionados con la poderosa Casa Arana, que dominaba el comercio del caucho en la zona.
A la espera de la aprobación de los Tratados de 1905, el 6 de julio de 1906 se firmó en Lima el Convenio Prado-Valverde Tanco, entre el canciller peruano Javier Prado y Ugarteche, el plenipotenciario peruano Hernán Velarde y el ministro plenipotenciario colombiano en el Perú Luis Tanco Argáez. En este acuerdo Colombia y Perú renunciaron a la línea del Putumayo. Por esta razón, ambos gobiernos retiraron de esa zona sus respectivas guarniciones militares, así como todas las autoridades civiles y aduaneras.
En octubre de 1907, Colombia declaró intempestivamente terminado el modus vivendi de 1906 y anunció que volvería a ejercer jurisdicción sobre el Putumayo. Como consecuencia de ello, se produjeron en 1908 una serie de incidentes armados entre peruanos y colombianos en la zona.
En 1910 fue propuesto el Convenio Calderón-Tezanos Pinto, entre el canciller colombiano Clímaco Calderón y el ministro plenipotenciario peruano Ernesto de Tezanos Pinto, pero no fue aceptado.
En 1911 la controversia tomaría carácter violento, al producirse el llamado conflicto de La Pedrera.

### Conflicto de La Pedrera

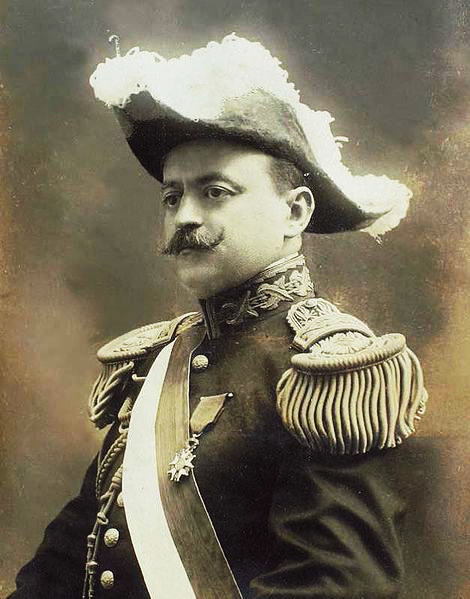
Óscar R. Benavides, militar peruano que venció a las fuerzas colombianas en La Pedrera.

En una campaña de colonización hacia el Caquetá, la cual tenía por objetivo impedir que las tropas peruanas siguieran avanzado al territorio colombiano, el gobierno colombiano envió al General José Isaías Gamboa a La Pedrera, en donde se encontraba instalada la aduana colombiana, con el General Gabriel Valencia como único refuerzo, sin contar con los recursos ni hombres suficientes para llevar a cabo su labor. La tropa colombiana ya establecida en La Pedrera creó un campamento permanente, con una trocha de 6 kilómetros, un terreno de 3000 metros cuadrados para cultivos y un conjunto de trincheras. La mayoría de los soldados colombianos se enfermaron de paludismo, fiebre amarilla o leishmaniasis.
El 10 de julio de 1911 se llevó a cabo un enfrentamiento entre colombianos y peruanos, el cual se desató cuando las tropas peruanas iniciaron la invasión del territorio colombiano que estaba a cargo del General Gamboa. Ese día arribaron cuatro cañoneras peruanas a La Pedrera, con aproximadamente 500 hombres, mientras el General Gamboa tenía a su cargo tan solo 63. El Comandante Óscar R. Benavides, quien estaba a cargo de las tropas peruanas, le mandó un comunicado pidiéndole abandonar la parte derecha del río Caquetá, a lo cual el General Gamboa respondió argumentando que a Colombia le pertenecía esa parte y que no la abandonarían. Agregó que en ese lugar estaba ubicada la aduana colombiana y que solo obedecían órdenes del gobierno colombiano.
Haciendo caso omiso de la petición presentada por el Comandante Benavides, el General Gamboa planeó la defensa con los pocos hombres que le quedaban. Esta consistía en establecer tres anillos de seguridad: en el primero puso a los hombres más sanos, luego a los que se encontraban en cuidados intermedios y por último a los moribundos. Esta estrategia funcionó los dos primeros días del enfrentamiento, logrando mantener a su batallón indemne, no obstante, era consciente y realista de la situación. Enfermo como se encontraba en esos días, ordenó la retirada, refugiándose con los pocos supervivientes en una localidad brasileña.
Ignorando los sucesos de La Pedrera, el 19 de julio de 1911 representantes de ambos gobiernos firmaron en Bogotá el Convenio Tezanos Pinto-Olaya Herrera, llamado así por ser sus firmantes el ministro plenipotenciario peruano Ernesto de Tezanos Pinto y el canciller colombiano Enrique Olaya Herrera, por el cual el Perú se comprometió a desviar hasta el Putumayo sus guarniciones, después de haber posesionado y admitido a Colombia en su soberanía sobre el Caquetá, dándole la administración de las aduanas y consintiendo en el establecimiento de una guarnición.
El asalto de La Pedrera confirmó no sólo la superioridad local que poseía Perú en la zona, sino la organizada marina de guerra, que tenía por objetivo cuidar y salvaguardar los puertos peruanos y la defensa de la parte del Amazonas que el Perú reclamaba para sí.

### El Tratado Salomón-Lozano

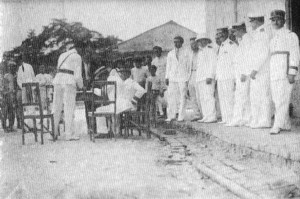
Firma de la entrega de Leticia y demás territorios canjeados durante el Tratado Salomón-Lozano.

El 24 de marzo de 1922 fue suscrito entre el Perú y Colombia el Tratado Salomón-Lozano, por el cual el Perú reconocía la soberanía de Colombia sobre los territorios comprendidos entre los ríos Caquetá y Putumayo; asimismo, le cedía el llamado Trapecio Amazónico, con poblados como Leticia, a orillas del río Amazonas, donde vivían miles de peruanos. Colombia ganaba además el acceso al río Amazonas (que hasta entonces solo lo habían compartido Brasil y Perú). Perú recibió en compensación el llamado Triángulo San Miguel-Sucumbíos, territorio que Ecuador había cedido a Colombia por el tratado de 1916. En la práctica, el Perú nunca llegó a poseer Sucumbíos, por ser inaccesible; posteriormente, este territorio volvería a poder de Ecuador por el Protocolo de Río de Janeiro de 1942.
En el Perú, el Tratado con Colombia fue mantenido en secreto durante más de cinco años, hasta el 20 de diciembre de 1927, fecha en que fue aprobado sorpresivamente por el Congreso Peruano, mediante Resolución Legislativa N.º 5940, ante una orden terminante del presidente Augusto B. Leguía. Tres meses después, en marzo de 1928, se produjo en Bogotá en canje de ratificaciones. Y finalmente, el tratado se consumó con la entrega física de los territorios, el 17 de agosto de 1930. Pocos días después, se produjo la caída de Leguía. A partir de entonces, hubo roces entre peruanos y colombianos en la zona. Los peruanos sufrieron de hostilidad de parte de los nuevos ocupantes.
La intención de Leguía al suscribir este Tratado fue la de ganar para el Perú un aliado, en momentos en que el Perú se hallaba abrumado por la cuestión de Tacna y Arica con Chile y las pretensiones amazónicas del Ecuador. Efectivamente, una consecuencia del tratado de 1922 fue que Colombia apoyara al Perú en el litigio peruano-ecuatoriano y que Ecuador rompiera sus relaciones con Colombia. Sin embargo, en el Perú se sigue reprochando a Leguía por la firma de este Tratado, considerado excesivamente entreguista.

### El incidente de Leticia

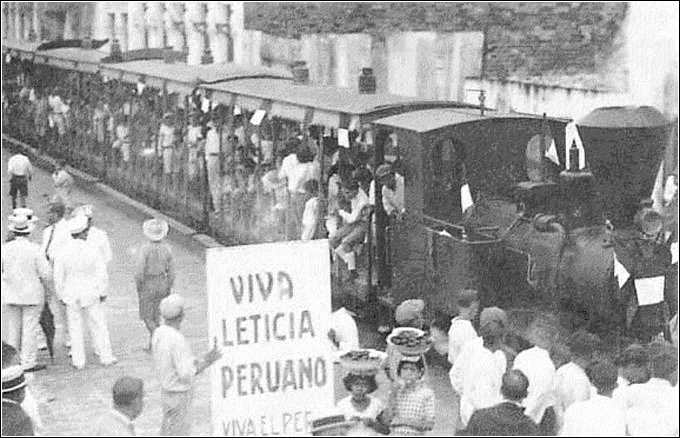
Manifestantes peruanos protestando por la cesión del puerto de Leticia a Colombia.

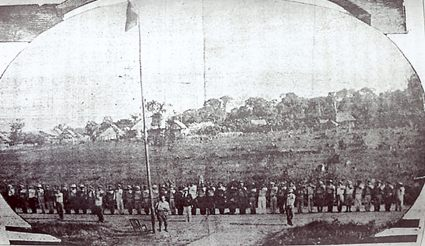
Tropas peruanas izando la bandera peruana en Leticia

Leticia es una ciudad que fue fundada por el capitán peruano Benigno Bustamante el 25 de abril de 1867 y que fue entregada, por el presidente Augusto B. Leguía, a Colombia como uno de los resultados del Tratado Salomón-Lozano de 1922.
El 1 de septiembre de 1932 un grupo de 48 ciudadanos peruanos de Loreto, al mando del ingeniero y músico Óscar Ordóñez de la Haza y del alférez del Ejército Peruano (r) Juan Francisco La Rosa Guevara, irrumpieron en Leticia para reclamarla como peruana, capturando a las autoridades y a la guarnición colombianas allí destacadas, de 18 Policías comandados por el coronel Luis Acevedo y que tenían como segundo jefe al mayor Jorge Pinzón. Los civiles entraron y ocurrió un pequeño tiroteo donde murieron 3 personas, La policía colombiana fue desarmada y, junto a las autoridades de ese país, conminadas a abandonar Leticia con dirección el Brasil.
Ambos gobiernos, el peruano y el colombiano, se vieron sorprendidos por esta noticia y se hicieron patentes las dos posiciones encontradas. Para el gobierno de Colombia se trataba de un caso de policía, de un problema estrictamente doméstico, como era la toma por unos particulares de una población colombiana. Mientras que el presidente peruano Luis Miguel Sánchez Cerro creyó inicialmente que se trataba de un complot de sus enemigos políticos, -según sus propias palabras, una perturbación provocada por los comunistas- y empezó a buscar una solución conciliatoria; sin embargo, la presión de la opinión pública peruana le haría variar radicalmente su posición. 
Finalmente, el presidente peruano decidió apoyar a los ciudadanos peruanos que en un arranque de patriotismo habían recuperado Leticia. Desde un punto de vista de política interna era lo más aconsejable, ya que de haber recurrido a medidas de represión y fuerza para obligar a sus conciudadanos a respetar el Tratado de 1922, se habría ganado la animadversión popular, especialmente de la población del departamento de Loreto. El asunto, visto inicialmente como un incidente interno, se convirtió así en una cuestión internacional, que el propio Sánchez Cerro calificaba como la expresión de “incontenibles aspiraciones” de la nacionalidad peruana, herida por el Tratado de 1922.
Se ha dicho también que detrás de este incidente hubo intereses económicos en torno a la supuesta existencia de una gran bolsa de petróleo; aparte, los colonizadores peruanos habrían tenido intereses en los cultivos del árbol de látex, de donde se extrae el caucho, muy codiciado por ese entonces por su elevado precio.
Aparte de ello, por el lado peruano se alegó el incumplimiento por parte de Colombia del Artículo 8 del Tratado Salomón-Lozano de 1922, por la acción sistemática y continuada de las autoridades colombianas, según las autoridades peruanas, de dificultar la navegación y el comercio, especialmente en el río Amazonas y en el río Putumayo, que afectó profundamente la vida económica de esa parte de la región amazónica peruana, todo lo cual aumentó en el elemento peruano la oposición a dicho Tratado.

## La guerra

### Inicio de las acciones militares

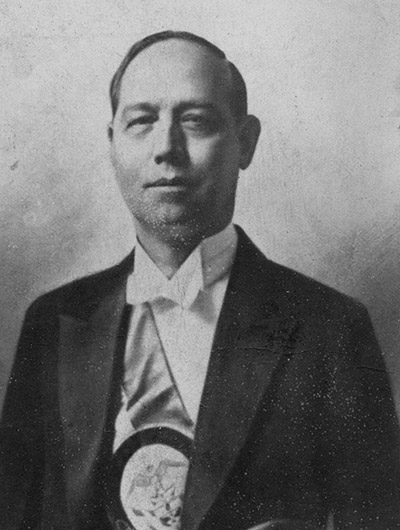
Presidente de Colombia Enrique Alfredo Olaya Herrera (1880-1937) gobernó el país desde 1930 hasta 1934 cuando durante su mandato presidencial estalló la terrible Guerra Colombo-Peruano de 1932.

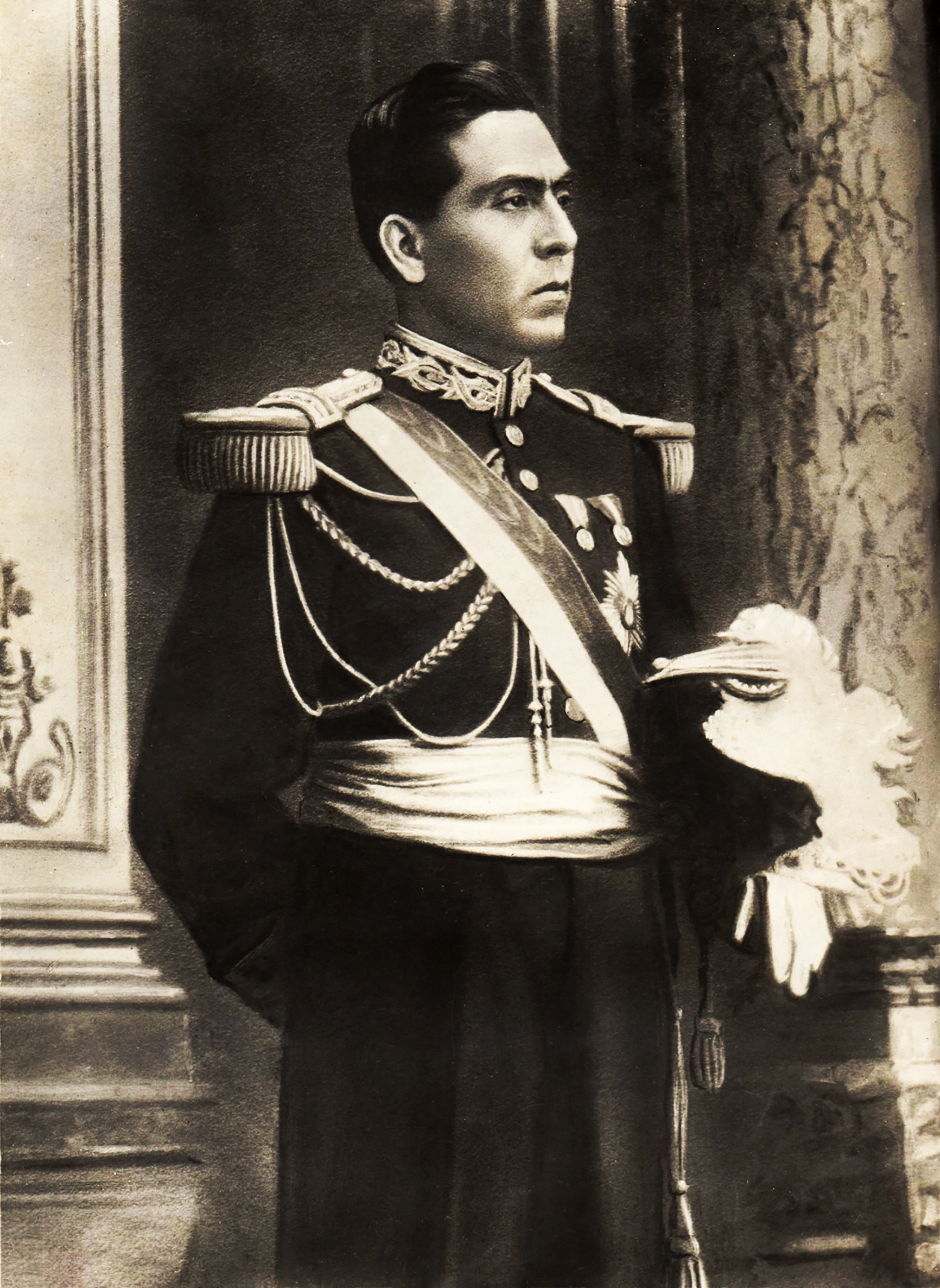
Presidente del Perú Luis Miguel Sánchez Cerro (1889-1933) gobernó el país desde 1931 hasta su trágico asesinato en 1933. Durante su mandato presidencial estalló la terrible Guerra Colombo-Peruano de 1932.

Afrontar los costos de la guerra en los países involucrados en el conflicto era imperativo, y principalmente para Colombia había limitaciones financieras. Las fuerzas armadas de ambos países, especialmente las colombianas, no contaban con el material de guerra básico y adecuado para hacer una presencia efectiva en los territorios selváticos, dotarlas de esos medios era pues un gran reto para ambos países y por supuesto para sus dirigentes. Colombia sextuplicó el presupuesto para la fuerza pública, pasando del 0.5 % al 3 % de su producto interno bruto (PIB).
Por parte de Colombia, a la ausencia de vías terrestres se sumaba la virtual inexistencia de una marina de guerra y la gran distancia entre el trapecio y los puertos del Pacífico y el mar Caribe. Así, en 90 días, se organizó una fuerza militar con escuadrones de la Aviación del Ejército tripulados por aviadores colombianos y alemanes (Raimunf Behrend, Fritz Tessen von Heydebreck, Hermann Ernst von Oertzen, Ludwig Graf Schaesberg, Gottlob-Fritz von Donop, Bodo von Kaull, Adolf Edler von Graeve, Georg Theodor Meyer.Schaefer, Paul Mutter, Hans Himpe, Heinz Kutscha,etc. ) pilotos de la SCADTA y comandados por el coronel Herbert Boy, tripulando aviones nuevos de fabricación norteamericana que fueron entregados a Colombia, además de los viejos aviones comerciales de fabricación alemana anteriormente operados y cedidos por la SCADTA a la Aviación del Ejército (un Dornier Wal, un Junkers W-33 y dos Junkers F-13), los cuales fueron acondicionados para portar armamento. También se consiguió en Alemania algunos aviones civiles que tuvieron que ser también acondicionados para las operaciones militares.
El general colombiano Alfredo Vázquez Cobo, luego de organizar una flotilla fluvial de barcos viejos que adquirió Colombia en Europa a raíz de los sucesos de Leticia, arribó a finales de diciembre de 1932 a la desembocadura del Amazonas; no obstante, el presidente colombiano Enrique Olaya Herrera no autorizó la reconquista de Leticia empleando la flotilla naval porque en el puerto había más tropas peruanas que en Tarapacá y porque, a diferencia del río Putumayo, en el río Amazonas solamente una ribera era colombiana, y la otra, brasileña.
Por el lado peruano el Cuerpo de Aviación del Perú contaba con una aviación suficiente para hacer frente a las adquisiciones colombianas y, además, la Marina de Guerra del Perú era superior a la armada colombiana; sin embargo se generaron abundantes pedidos de material a Estados Unidos y Europa, que demoraría en llegar al país, impidiendo su uso en las operaciones. Se establecieron rutas para trasladar los aviones desde Ancón y Las Palmas hasta el campo de operaciones (El Gran Salto); el 21 de febrero de 1933, durante uno de estos traslados, la escuadrilla formada por 3 hidroaviones sufre un contratiempo y posterior accidente, falleciendo el aviador arequipeño Alfredo Rodríguez Ballón. Los heridos y 2 hidroaviones tuvieron que ser rescatados del Pongo de Manseriche.

### Operaciones efectivas

#### Llegada de la Expedición Amazonas a Belem do Pará, Brasil

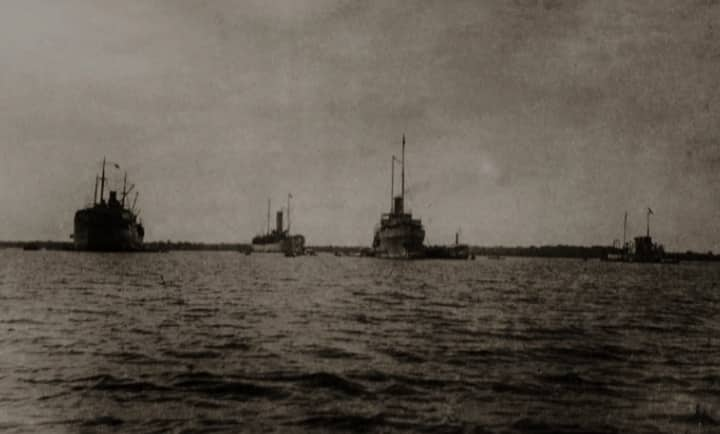
Flota colombiana durante la guerra colombo-peruana. De izquierda a derecha: los buques Boyacá, Córdoba, Pichincha y Mosquera.

El 24 de diciembre de 1932 llega a Belem do Pará (Brasil), la Expedición Amazonas de la Armada de Colombia, embarcando al Destacamento Amazonas del ejército, y preparándose para remontar el Río Putumayo rumbo a Tarapacá, que se encontraba en manos de las fuerzas peruanas, con el fin de obtener el control sobre esos territorios.

#### Combate de El Encanto
El 20 de enero de 1933, en la guarnición de El Encanto, tres soldados colombianos cruzan el río Putumayo para hacer un reconocimiento en el lado peruano, cayendo muerto uno de los soldados colombianos y otro más herido. Cuando los dos sobrevivientes regresan a su guarnición reportan haber dejado a tres soldados peruanos muertos. El soldado herido, de nombre Cándido Leguizamo, moriría posteriormente por sus heridas en Bogotá.

#### Combate de Tarapacá

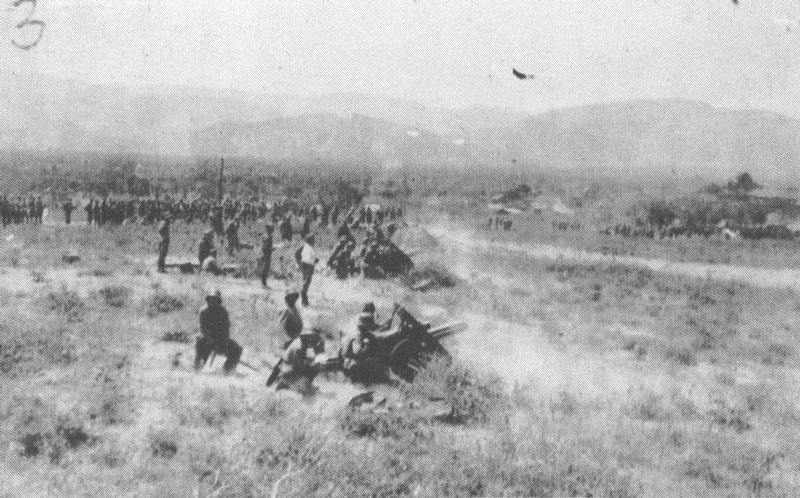
Artillería colombiana en la zona de conflicto.

El 13 de febrero la flota colombiana se encontraba en aguas de la línea Apoporis-Tabatinga, en el sitio denominado Cardozo, cerca a Tarapacá, con cerca de 700 soldados. Al mediodía una escuadrilla peruana de observación voló sobre el río Putumayo, reconociendo algunas unidades de la flotilla colombiana anclada en Cardozo, a pesar de que se había dispuesto un adecuado mimetismo de los buques; al atardecer, 7 aviones de combate de la Aviación Militar Colombiana acuatizaron cerca a los buques, mientras que un grupo de aviones de transporte con combustible, repuestos, munición y personal médico arribó a La Pedrera.
El 14 de febrero de 1933 Vásquez Cobo envió un ultimátum a los peruanos que ocupaban Tarapacá, puerto sobre el río Putumayo, ante lo cual Díaz Rojas manifestó que lo consultaría con el mando militar superior. Ese mismo día, poco después, aparecieron 3 aviones peruanos de ataque (del tipo Vought O2U Corsair) y sin escolta de aviones de caza (debido a que el día anterior el reconocimiento aéreo no detectó los aviones colombianos junto a la flotilla), comandados por el teniente Baltazar Montoya, e intentaron bombardear al barco colombiano MC Córdoba, impactándole con una bomba la cual no estalló; pero luego se lanzaron en retirada al ser interceptados por tres aviones de caza colombianos (tipo Curtiss Hawk-II). Durante la persecución aérea, el alférez Francisco Secada Vignetta decide enfrentar a los cazas colombianos, para darle a las otras 2 unidades peruanas el tiempo suficiente para abandonar la zona. Algunas fuentes indican que uno de los aviones peruanos lanzaron sus bombas a la selva sin presentar combate, otras aseguran que uno de los aviones peruanos se quedó cubriendo la retirada de los demás y que incluso logró derribar un caza colombiano. A las 14 horas del mismo día, una escuadrilla aérea colombiana conformada por 3 cazas y 4 bombarderos (un Junkers K-43, dos Dornier Wall y un Junkers F-13), lanzaron 12 bombas pesadas y 47 livianas sobre las instalaciones peruanas en Tarapacá.
El 15 de febrero de 1933 las tropas colombianas atacan nuevamente a la guarnición peruana de Tarapacá, por medio de un bombardeo aéreo y un posterior asalto anfibio. Ante la imposibilidad de seguir luchando, las tropas peruanas se retiraron del lugar. Al parecer, no tuvieron una sola baja en el ataque colombiano, pero dejaron abandonados dos cañones Krupp de 75 mm , algunas pequeñas instalaciones de defensa y algunas cajas de municiones. Díaz Rojas con 56 hombres, muchos enfermos, se internaron en la selva y tras de una penosa marcha de 10 días llegaron a un centro poblado. Los otros 36 hombres de la guarnición de Tarapacá, al mando del subteniente Antonio Cavero Mariátegui se embarcaron en la lancha Estefita, la que tuvo que burlar a la escuadra colombiana para llegar a puerto seguro. el resultado final de este combate afianzo al ejército colombiano con la posesión de dicho puerto y el general Alfredo Vásquez Cobo deja allí apostado un destacamento de 300 hombres.
Ese mismo día Colombia rompió relaciones diplomáticas con el Perú: fue expulsado de Colombia el doctor Enrique Carrillo, ministro plenipotenciario del Perú, y escoltado hasta Buenaventura, como consecuencia del ataque aéreo a la flotilla colombiana del día anterior.
El 16 de febrero cinco aviones peruanos procedentes de su base aérea de Yaguas intentaron bombardear al cañonero MC Barranquilla, que había zarpado en misión de exploración, pero al aparecer en el horizonte los cazas colombianos, los aviones peruanos emprendieron la retirada sin presentar combate.
El sábado 18 de febrero de 1933 se realiza una manifestación de protesta, por parte de ciudadanos peruanos, delante de la residencia del embajador de Colombia en el distrito de Barranco; provocando un disturbio y el saqueo de la casa del embajador.

#### Ataque en isla Chavaco
El 18 de febrero la aviación peruana atacó la isla de Chavaco en frente de Güepí y ocupada por 30 soldados colombianos al mando del capitán Ángel María Diago. Uno de los aviones peruanos fue derribado, cayendo en llamas al río Putumayo.

#### Accidentes aéreos del CAP
El 21 de febrero una aeronave Corsair del CAP pilotada por el Mayor A. Chávez Fonseca, tiene problemas en el motor sobre Paita y se estrella con resultados fatales. Al día siguiente uno de los tres nuevos aviones Douglas O-38P, enviados desde Ancón hacia el frente de combate; se perdió cuando el piloto de este avión, el Subteniente Rodríguez, aterrizó forzosamente su avión en el río Putumayo en el sector de La Tagua. Los tripulantes escaparon ilesos al accidente, pero abandonaron su aeronave (la que sería posteriormente capturada por las fuerzas colombianas, reparada y exhibida como trofeo de guerra hasta su devolución al gobierno peruano en 1934). Los O-38P sobrevivientes junto a los Corsair tuvieron éxito en localizar a la lancha colombiana Estelita, pero sus bombas no pudieron hacer blanco, debido a la exagerada altitud a la que lanzaron sus bombas, con más de 1500 m de altura sobre el terreno.

#### Combate de Puerto Hilario

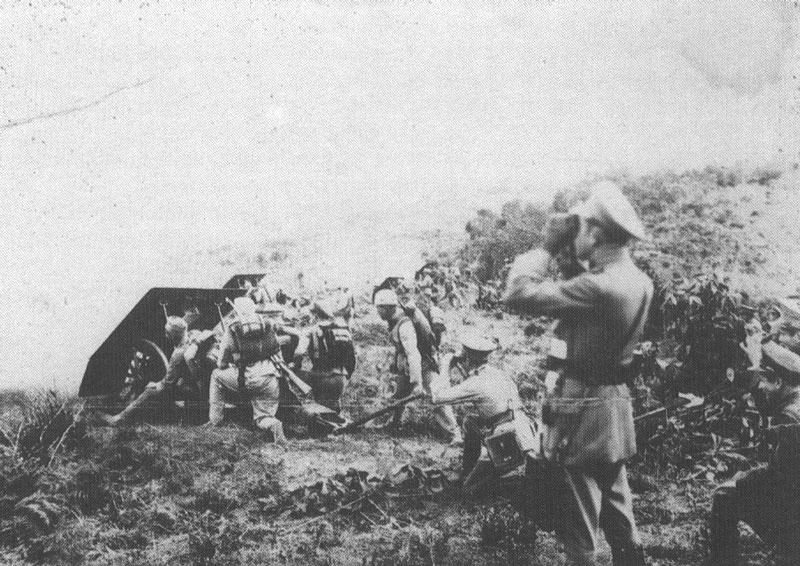
Militares del Ejército de Colombia utilizando la artillería colombiana para disparar contra las tropas del Ejército del Perú en el año 1932.

El 13 de marzo las fuerzas colombianas, moviliza a la cañonera Pichincha con las lanchas blindadas Magdalena y Margarita al mando del General Efraín Rojas, empiezan el desembarco de 180 hombres del batallón Juanambú, intentando ocupar el puesto de vigilancia de Puerto Hilario sobre el río Cotuhé (cerca de Buenos Aires entre Cerro Tarapacá y Leticia). Fueron obligadas a reembarcarse en sus lanchas al tropel por la férrea defensa terrestre y el ataque de dos escuadrillas (6 aeronaves) de la aviación peruana que causó bajas sobre la cubierta de la Pichincha. El subteniente EP Antonio Cavero Mariátegui capturó un pabellón colombiano.

#### Combate de Buenos Aires
El día 17 de marzo el general colombiano Efraín Rojas, con el buque MC Pichincha y una sección de infantería del Destacamento Amazonas, atacó un puesto peruano en un caserío ubicado a tres horas del sitio denominado Buenos Aires, sobre el río Cotuhé, obligando al repliegue de 50 soldados peruanos.
A las 17:00, entre seis y ocho aviones peruanos (O-38P y Corsairs) bombardearon la posición tomada por los colombianos, dejando un soldado colombiano muerto y seis más heridos debido al impacto de una de las bombas en el cañonero MC Pichincha, pero que no perforó su blindaje, y la captura por parte de las fuerzas del Perú del guía colombiano José María Hernández, al que fusilaron en Iquitos días después; al mismo tiempo uno de los aviones peruanos fue derribado.

#### Combate de Güepí

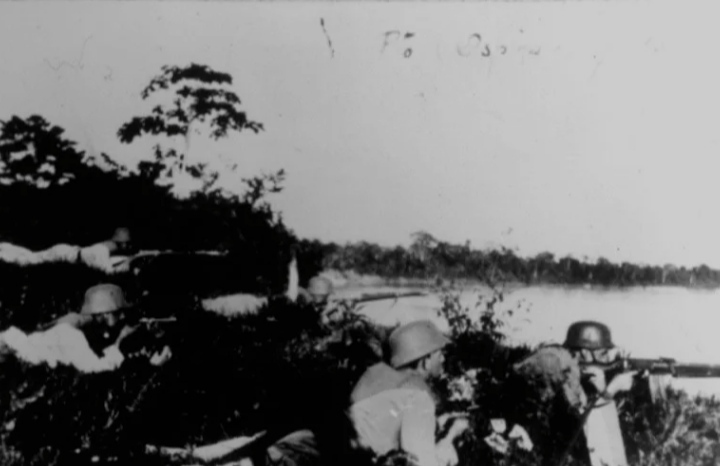
Tropas colombianas en combate en Puerto Ospina, en el alto Putumayo.

El 26 de marzo de 1933 el ejército de Colombia atacó, durante ocho horas, a la guarnición peruana acantonada en Güepí compuesta de alrededor de 200 soldados, empezando con fuego de la artillería de montaña desde la isla Chavaco, artillería de los cañoneros MC Cartagena y MC Santa Marta de la Fuerza de Expedición Amazonas, y bombardeo con la escuadrilla de la fuerza aérea, conformada por once aviones, al destacamento peruano. Luego se realizó un ataque anfibio de infantería del "Destacamento Putumayo" con cerca de 1000 soldados desde el norte (cruzando el río Putumayo), el este y el oeste. Las fuerzas peruanas resistieron durante las ocho horas, cediendo lentamente terreno, hasta que al verse flanqueadas y casi rodeadas, quedando como única vía de abastecimiento la estrecha trocha hacia Pantoja, se retiraron desordenadamente por esa misma vía, abandonando cierta cantidad de pertrechos; debido a que la guarnición de Güepí estaba bien defendida con trincheras, las bajas peruanas fueron escasas a pesar del intenso bombardeo previo al desembarque colombiano; al mismo tiempo las aeronaves peruanas se retiraron hacia Pantoja, abandonando algunos aparatos ya inutilizados.
Algunos pelotones colombianos intentaron seguir a los peruanos en retirada pero al caer la noche y al no conocer este territorio se canceló la persecución. El saldo del día fue 16 militares colombianos muertos y 13 heridos, más 2 aviones con ligeras averías causadas por las defensas peruanas; del lado peruano 27 muertos, 12 heridos y 13 prisioneros. En los siguientes días el número de prisioneros aumentarían en 6, así como la permanencia de las tropas colombianas en Güepí.
Allí, en medio del bombardeo de la artillería colombiana, murió el sargento Fernando Lores Tenazoa junto con su grupo de 9 subalternos mientras obedecían las órdenes de cubrir la retirada de sus compatriotas e impedir el desembarco colombiano momentáneamente, algo que resultó al final infructuoso, pues el ejército colombiano tomó el puerto. 
Durante este combate se recuerda también la acción realizada por el soldado colombiano Juan Bautista Solarte Obando, oriundo de La Unión (Nariño), al salvar la vida de al menos 100 militares colombianos que habrían caído ante una ametralladora peruana pero que Solarte evitó al interponer con su pecho el accionar de esta ametralladora, costándole la vida pero salvando a sus connacionales para alcanzar la victoria final.
La aviación peruana el día 28 de marzo condujo un ataque sobre Güepí, con pocas incidencias en el lado colombiano.
Prosiguiendo hacia el oeste localizan la lancha Sinchi Roca que trasportaba los 19 prisioneros peruanos tomados en Güepí, atacándola y forzándola a encallar en la orilla baja; tan solo pereció el timonel de la embarcación colombiana y liberaron a los peruanos. Siguen una serie de escaramuzas en el intento de los peruanos de recuperar Güepí. La principal de estas tuvo lugar el 10 de abril, cuando en un choque con las avanzadas colombianas mueren un sargento y dos soldados peruanos.

#### Combate de Calderón

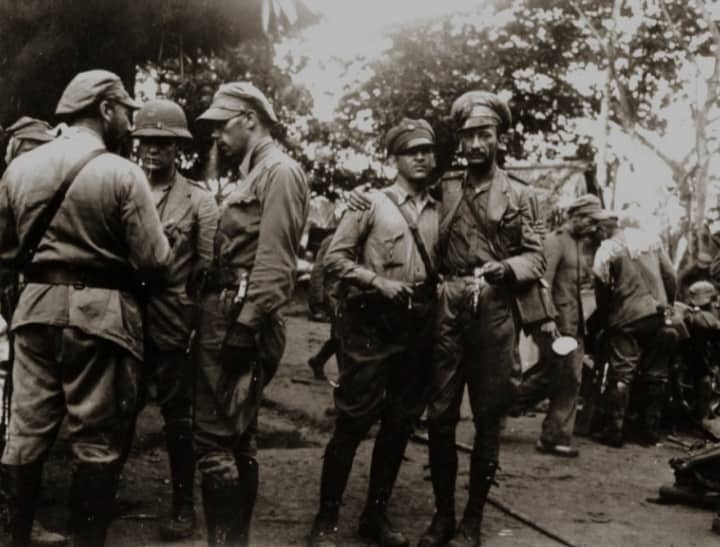
Soldados colombianos en la selva amazónica.

El 16 de abril una unidad peruana comandada por el teniente coronel Oscar Sevilla ataca con fuego de fusiles y ametralladoras a una compañía de infantería colombiana del Batallón Juanambú perteneciente al Destacamento Putumayo, esta compañía estaba comandada por el mayor Diógenes Gil y se encontraba formada y sin el armamento listo, ya que se estaba pasando revista de aseo a esta unidad. El combate se registró en el puerto llamado Calderón, a 63 km de Puerto Arturo del lado colombiano del río Putumayo, dejando como saldo un soldado colombiano muerto y cinco más heridos; al parecer las fuerzas peruanas no tuvieron bajas, pero se retiraron del área.

#### Combate de Yabuyanos
El 29 de abril, a las 23 horas, en el sitio conocido como Yabuyanos, a 80 km río arriba de Calderón, la compañía de infantería peruana Maldonado con 80 soldados y comandada por el teniente coronel Oscar Sevilla atacó a los cañoneros MC Cartagena y MC Santa Marta que transportaban dos compañías de infantería colombianas hacia Calderón. Las fuerzas colombianas al mando del general José Dolores Solano respondieron el ataque y al amanecer siguiente realizaron un desembarco, poniendo en retirada a las fuerzas peruanas. Al final, las fuerzas colombianas reportaron un soldado colombiano herido y dos peruanos muertos.

#### Combate de Puca-Urco (Saravia)

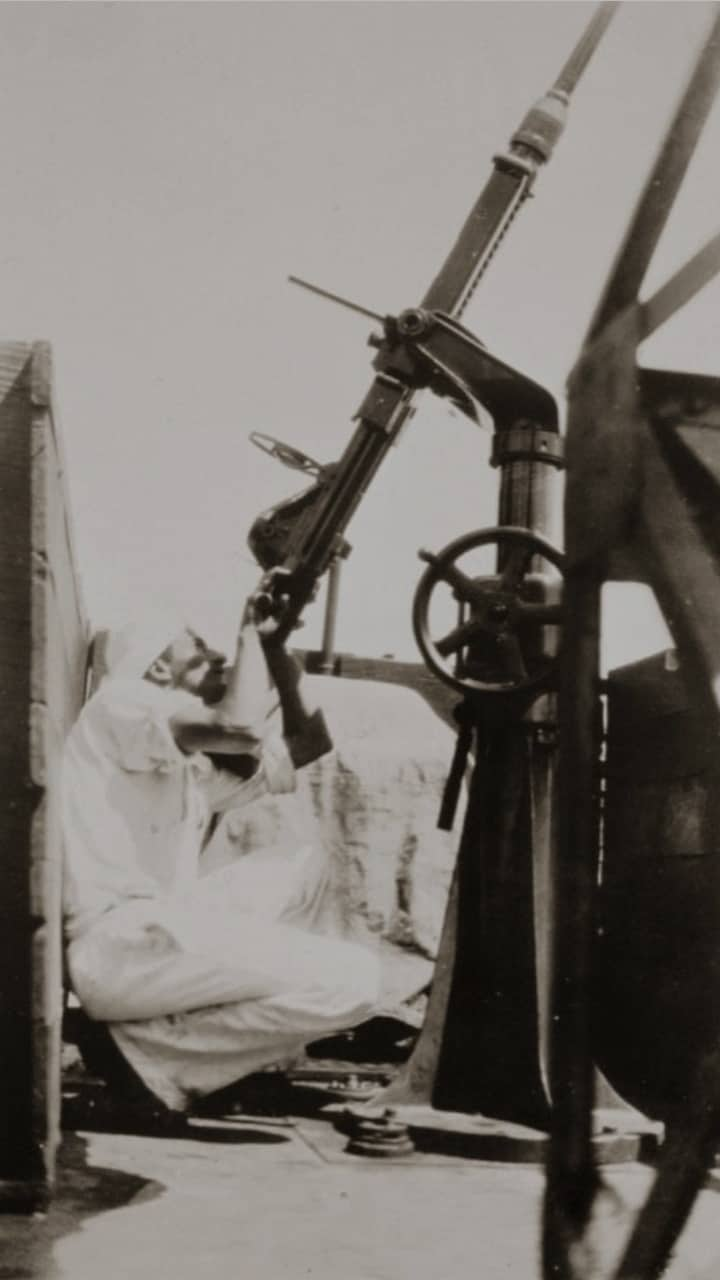
Soldado colombiano con una ametralladora antiaérea 20 mm en el cañonero Cartagena.

En la madrugada del 7 de mayo de 1933 la flota colombiana compuesta por las cañoneras Córdoba, Pichincha y Barranquilla se movilizan por el Putumayo con 2 lanchas transportando 300 soldados, la guarnición peruana de Puca-Urco al mando del capitán Raguz y el teniente Butron estaba compuesta por 52 soldados y un solo cañón de 75 mm, estas se enfrentan a las fuerzas colombianas que poseían 7 cañones de 37 mm y 12 ametralladoras. El reñido enfrentamiento no permitió a las tropas colombianas desembarcar en el sector tras ser rechazadas, horas después el Mayor Alfredo Collazos envía radiograma al general Rojas: «En Saravia fuerte resistencia peruana con artillería; tres piezas localizadas y ametralladoras; además, explotó una mina cerca de la orilla derecha; sostúvose combate media hora; falta apoyo otros buques impidió prolongar más tiempo combate; sitúome un kilómetro abajo, ordené reconocimiento en lancha. Servidor Mayor Collazos». Horas después, las fuerzas peruanas iniciaron el repliegue ordenado de su tropa según lo encomendado días atrás por el comandante Granadino en la siguiente orden «que efectuada la emboscada, en su retirada imperiosamente salvarán la pieza Schneider, pues, además de impedir que caiga en manos del enemigo, representa el 50 por ciento del fuego de artillería de que me desprendo». Las fuerzas colombianas desembarcan a las 11ː00 a. m. para realizar reconocimiento no encontrando rastro alguno del enemigo.

#### Combate de Río Algodón

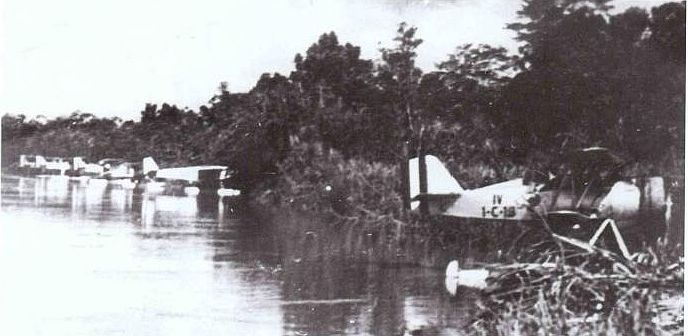
Hidroaviones peruanos Curtiss F-11 Hawk hidro y un Douglas O-38P.

El 1 de mayo de 1933 la flota colombiana se reagrupa y el día 7 del mismo mes, a las tres de la mañana, cerca de Puca-Urco (Puerto Saravia), el cañonero colombiano MC Barranquilla tocó una mina que no produjo daños graves, y luego fue hostigado desde tierra. A las once de la mañana la flota colombiana contraatacó a la posición de Puca-Urco, pero los peruanos la abandonaron antes. Luego se dirigieron al río Algodón donde el Perú tenía una base aérea para hidroaviones, pero al hacerse de noche no la pudieron detectar; aprovechando esto, los peruanos evacuaron su flota de aviones de esa base.
El día 8 de mayo de 1933 la flotilla colombiana intentó de nuevo, pero esta vez de día, atacar la base aérea peruana, siendo recibida por los aviones peruanos que procedieron a bombardear a la flota colombiana (aviones Vought Corsair y O-38P, el único caza operativo en el área que tenían los peruanos era un Curtiss Hawk que, escaso de alcance, no podía escoltar a los aviones de ataque peruanos), en ese preciso instante los aviones colombianos se dirigían hacia la flota para apoyar el ataque a tierra, por lo que las aeronaves peruanas no tuvieron tiempo suficiente para bombardear y se pusieron a la defensiva atacados por la artillería antiaérea de la flotilla colombiana y por los caza-bombarderos colombianos: en esta acción fue derribado el avión del piloto peruano Américo Vargas; luego los aviones peruanos se retiraron a otra base. Inmediatamente después la flotilla colombiana desembarcó a las tropas del Destacamento Amazonas en la base de río Algodón sin encontrar resistencia; aun así se capturaron cuatro militares peruanos que se quedaron rezagados, haciéndose de pertrechos militares y un taller para aeronaves.

#### Frente naval

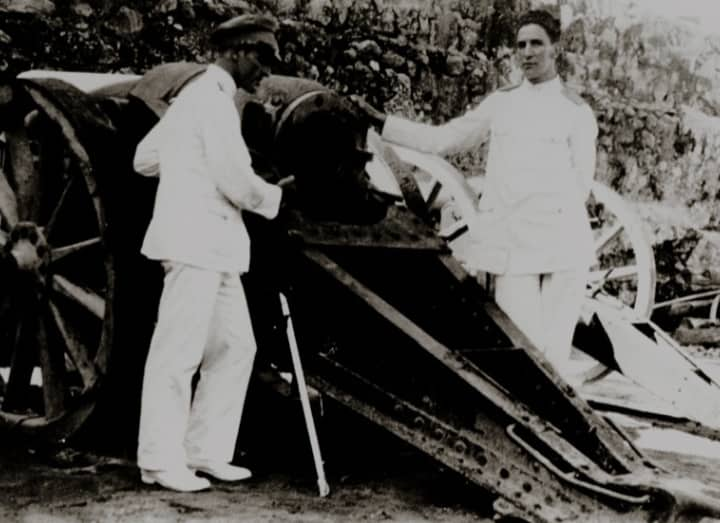
Cañones guardacostas colombianos.

El 4 de mayo de 1933, la Fuerza Avanzada del Atlántico de la Marina de Guerra del Perú cruzó el Canal de Panamá junto con la flota fluvial peruana completando así un cerco naval a las costas del mar Caribe y océano Pacífico colombianas, con el crucero Coronel Bolognesi y los submarinos R-2 y R-3 apostados en el Pacífico y los destructores Almirante Villar y Almirante Guise en el Atlántico, obligando la creación por parte del estado colombiano de una base de hidroaviones en Buenaventura y ubicación de dos cañones de 126 mm de protección costera y otra en Cartagena de Indias, sin embargo no hay referencias históricas de dicho bloqueo a Buenaventura, puerto colombiano sobre el océano Pacífico y menos a Cartagena de Indias en el océano Atlántico.
El 15 de mayo de 1933 llega a Belem do Pará (Brasil) la flota fluvial peruana con el fin de hacer frente a la flota de la Expedición Amazonas en el río Putumayo enviando el Almirante Grau y los submarinos R-1 y R-4, partiendo días después desde El Callao el crucero Lima y el destructor Teniente Rodríguez. Al mismo tiempo, el general colombiano Vázquez Cobo, recién llegado de Europa, se posiciona en las bocas del río Amazonas para alistarse a remontar el río y dirigirse al teatro de operaciones.
Ya en mayo de 1934 arriban a Cartagena de Indias dos buques de construcción inglesa, modernos para entonces, para la naciente armada colombiana: los destructores MC Antioquia y MC Caldas.

#### Enfrentamiento en La Zoila
El 26 de mayo tropas colombianas conformadas por 10 soldados colombianos al mando del subteniente Guillermo Aldana, que aún no conocían lo acordado en Ginebra el día anterior sobre la suspensión de hostilidades, sorprendieron y capturaron a cuatro oficiales peruanos, 77 soldados peruanos comandados por el capitán Manuel Badárrago, tomándoles varios fusiles y tres ametralladoras. La acción se llevó a cabo por medio de un golpe de mano nocturno de estos soldados colombianos contra un campamento peruano en el sitio denominado La Zoila (La Rebeca), a 35 km de distancia de Güepí.

### Fin del conflicto

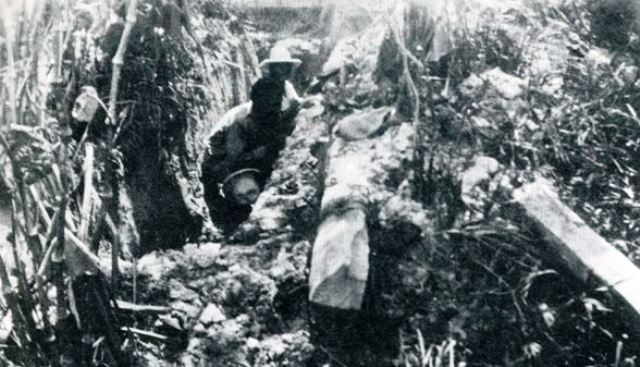
Trincheras peruanas en Leticia.

El 30 de abril de 1933 el presidente peruano Luis Miguel Sánchez Cerro es asesinado por Abelardo Mendoza Leyva, un militante del partido aprista, al salir de la revista en el Hipódromo de Santa Beatriz en Lima de los 30 000 soldados que se iban a movilizar al teatro de operaciones. Su sucesor, el general Óscar Benavides, amigo del electo Presidente colombiano Alfonso López Pumarejo, jefe del Partido Liberal colombiano, se reunió con él 15 días después en Lima. Perú acepta entregar Leticia a una comisión de la Sociedad de Naciones, que permaneció un año estudiando posibles alternativas de solución al conflicto. De igual forma, Colombia entregó al Perú la guarnición de Güepí y la Isla Chavaco 30 días después de la firma del cese de hostilidades, además de entregar a todos los prisioneros de guerra peruanos.

#### Desocupación de Leticia
El 25 de junio de 1933 las tropas peruanas se retiran de Leticia, entregándola a la delegación de la Liga de Naciones, y el conflicto finaliza.
Colombia y Perú se reunieron luego en Río de Janeiro, donde se firma el Protocolo de Río de Janeiro (1934) para pactar la paz, y quedó ratificado el Tratado Salomón-Lozano de 1922, aún hoy día vigente y aceptado por ambas partes.